# Rosignano (stacja kolejowa)
Rosignano (wł. Stazione di Rosignano) – stacja kolejowa w Rosignano Solvay (gmina Rosignano Marittimo), w prowincji Livorno, w regionie Toskania, we Włoszech. Znajduje się na linii Piza – Rzym. 
Według klasyfikacji RFI ma kategorię srebrną.

## Linie kolejowe
- Linia Piza – Rzym